# Escuela de Administración Pública de Cataluña
La Escuela de Administración Pública de Cataluña (en catalán: Escola d'Administració Pública de Catalunya) es un organismo autónomo de carácter administrativo en Cataluña, España, fundado en 1912 por Enric Prat de la Riba, actualmente adscrito al Departamento de Gobernación y Administraciones Públicas de la Generalidad de Cataluña. En el momento de su creación fue la segunda escuela europea dedicada a la investigación y la formación en materia de administración pública; la primera se encontraba en Düsseldorf. El plan de actuaciones 2007-2018, señala que la Escuela tiene como misión «mejorar e innovar las administraciones públicas catalanas mediante la formación y la investigación en materia de gestión pública, para promover una cultura y unos valores compartidos de servicio público».
La formación práctica y profesional y el conocimiento en materias jurídico-administrativas, fue un objetivo prioritario para el movimiento regeracionista a principios del siglo XX: conseguir gente formada en todos los ámbitos profesionales y adecuar el aparato educativo a las nuevas necesidades productivas surgidas durante la industrialización catalana y a la nueva política municipalista, como medio de conseguir la cohesión de la región. En el primer informe sobre la propuesta de creación de la Mancomunidad de las cuatro diputaciones catalanas, ya se manifestaba la conveniencia de crear una escuela de funcionarios que proporcionara a los empleados públicos conocimientos básicos sobre derecho administrativo y contabilidad de las corporaciones locales, tratando de asemejarse al funcionamiento de las administraciones públicas de los países industrializados de Europa. En paralelo a la formación impartida en la Escuela, a partir de 1914 el director de la misma, Isidro Lloret, funcionario del ayuntamiento de Barcelona y catedrático de derecho municipal, organizó anualmente jornadas de estudios municipales.
En 1924 —ya con el nombre de Escuela de Administración— fue clausurada por la dictadura de Primo de Rivera. Reabrió sus puertas en 1930 con el nombre de Escuela de Administración Pública. Una vez establecida la Generalidad durante la etapa republicana y hasta el final de la Guerra Civil, pasó a ser la Escuela de Administración Pública de la Generalidad de Cataluña. Tras desaparecer nuevamente durante la dictadura franquista, en 1979 la Escuela fue recuperada con la denominación actual, Escuela de Administración Pública de Cataluña. En 2012 fue galardonada con la Cruz de San Jorge.